# Kreppa
Il Kreppa è un fiume di origine glaciale che scorre nella regione degli Altopiani d'Islanda.

## Descrizione
Il fiume si origina dal versante settentrionale del ghiacciaio Vatnajökull, in prossimità del Brúarjökull, e ha una lunghezza complessiva di 60 km. A est di Hvannalindir, il Kreppa scorre attraverso un'ampia e profonda valle e va poi a sfociare come affluente di destra nel Jökulsá á Fjöllum.

## Accesso
Per accedere al Kreppa, occorre la seguire la strada F910 Austurleið, asfaltata solo nel primo tratto, che si prende in prossimità del vulcano Herðubreið, a nord dell'Upptyppingar. La corrente del fiume è molto forte, pertanto è molto difficile da guadare e per attraversarlo è meglio utilizzare i ponti.